# Шкуренко Олександр Олександрович
Олекса́ндр Олекса́ндрович Шкуре́нко — солдат резерву, Міністерство внутрішніх справ України.
Оператор протитанкового взводу в/ч № 3027 Північного оперативно-територіального управління.
Після демобілізації повернувся на малу батьківщину — до Білоцерківського району.
Інвалід війни.

## Відзнаки й нагороди
- 31 жовтня 2014 року за особисту мужність і героїзм, виявлені у захисті державного суверенітету та територіальної цілісності України, вірність військовій присязі під час російсько-української війни, відзначений — нагороджений орденом «За мужність» III ступеня.
- медаллю «За жертовність і любов до України» УПЦ КП.
- Указом Президента України № 336/2016 від 19 серпня 2016 року нагороджений ювілейною медаллю «25 років незалежності України».[1]